# Stop Online Piracy Act
O Stop Online Piracy Act (em português, Lei de Combate à Pirataria Online), abreviado como SOPA e também referido como  H.R.3261 foi um projeto de lei da Câmara dos Representantes dos Estados Unidos de autoria do deputado Lamar Smith e de um grupo bipartidário com doze participantes.

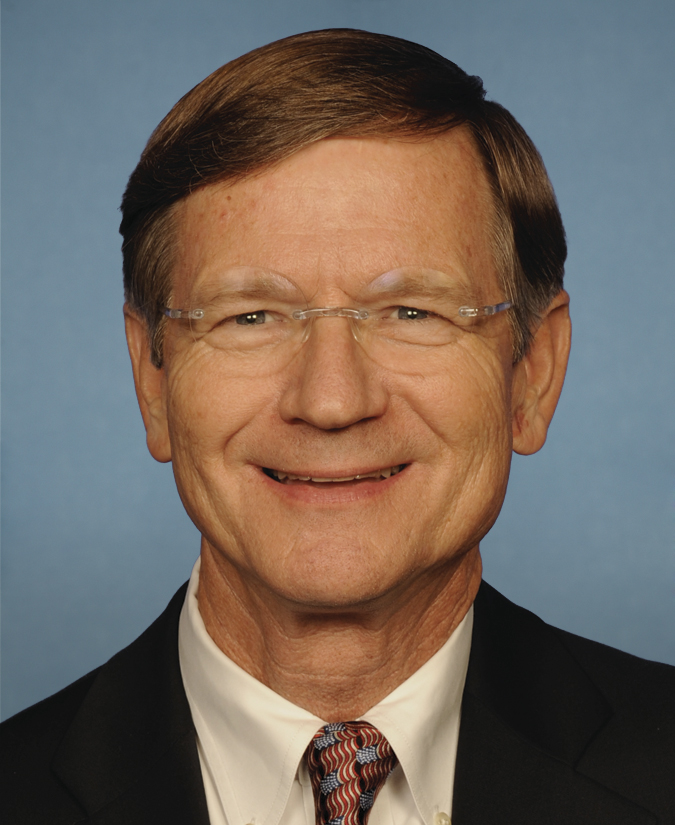
Lamar Smith, autor do projeto

O projeto de lei amplia os meios legais para que detentores de direitos de autor possam combater o tráfego online de propriedade protegida e de artigos falsificados. No dia 20 de janeiro de 2012, Lamar Smith suspendeu o projeto. Segundo ele a suspensão é "até que haja um amplo acordo sobre uma solução".
O projeto tem sido objeto de discussão entre seus defensores e opositores. Seus proponentes afirmam que proteger o mercado de propriedade intelectual e sua indústria leva a geração de receita e empregos, além de ser um apoio necessário nos casos de sites estrangeiros. Seus oponentes alegam que é uma violação à Primeira Emenda, além de uma forma de censura e irá prejudicar a Internet, ameaçando delatores e a liberdade de expressão.

## Conteúdo
A lei autorizaria o Departamento de Justiça dos Estados Unidos e os detentores de direitos autorais a obter ordens judiciais contra sites que estejam facilitando ou infringindo os direitos de autor ou cometendo outros delitos e estejam fora da jurisdição estadunidense. O procurador-geral dos Estados Unidos poderia também requerer que empresas estadunidenses parem de negociar com estes sites, incluindo pedidos para que mecanismos de busca retirem referências a eles e os domínios destes sites sejam filtrados para que sejam dados como não existentes.

## Tramitação
O SOPA foi apresentado dia 26 de outubro de 2011 por um grupo bipartidário de legisladores ao Comitê Judiciário da Câmara dos Representantes. Os principais autores do projeto são Lamar S. Smith, John Conyers, Bob Googlatte e Howard Berman.
O comitê realizou audiências nos dias 16 de novembro de 15 de dezembro do mesmo ano e agendou a continuação dos debates para janeiro de 2012. Em 17 de janeiro de 2012 Lamar Smith disse que os trabalhos prosseguiriam apenas em fevereiro. Porém, após os protestos do dia 18 de janeiro do mesmo ano, Lamar Smith disse que "o Comitê Judiciário irá adiar suas considerações sobre a lei até que haja um acordo amplo para uma solução".

## Defensores
As grandes empresas de entretenimento dos EUA são as que apoiam o projeto, entre elas: The Walt Disney Company, Universal Music Group, Motion Picture Association of America, Recording Industry Association of America, Walmart, Toshiba, Time Warner e CBS entre outras. Algumas, porém, depois dos constantes protestos, retiraram seu apoio ao SOPA, como fizeram a Eletronic Arts e a Sony.
Diante de um comitê organizado pelo congresso um representante da Motion Picture Association of America argumentou que o objetivo da lei é proteger dois milhões de postos de trabalhos estadunidenses e 95 mil pequenos negócios vinculados à indústria do cinema e televisão.

## Opositores

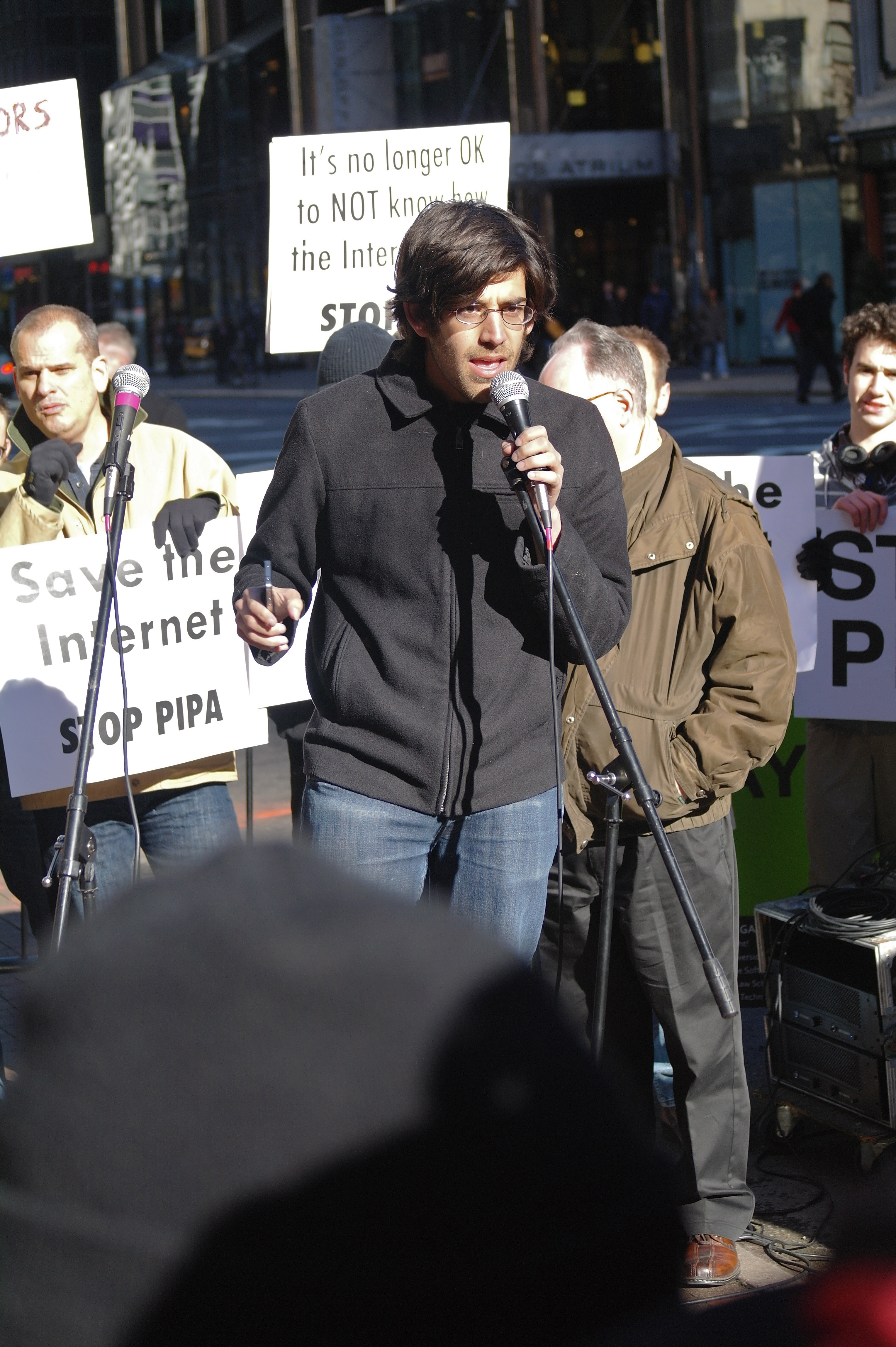
Aaron Swartz, criador do Reddit, discursa contra o SOPA (2012)

Entre os opositores estão as principais empresas que atuam na Internet como o Facebook, Twitter, Google, Yahoo!, LinkedIn, Mozilla, Wikimedia, Zynga, Amazon, eBay, Reddit, 4chan e 9GAG. Também organizações de direitos humanos, como Repórteres Sem Fronteiras e Human Rights Watch. A empresa de registro de domínios Go Daddy inicialmente apoiou a proposta. O posicionamento atraiu fúria de seus clientes, levando-a reconsiderar o apoio.
Membros da administração do presidente estadunidense Barack Obama fizeram um anúncio online no qual dizem que não apoiarão legislações que reduzam a liberdade de expressão, aumentem o risco da ciber-segurança ou enfraqueçam a dinâmica e a inovação na Internet global.

### Protestos

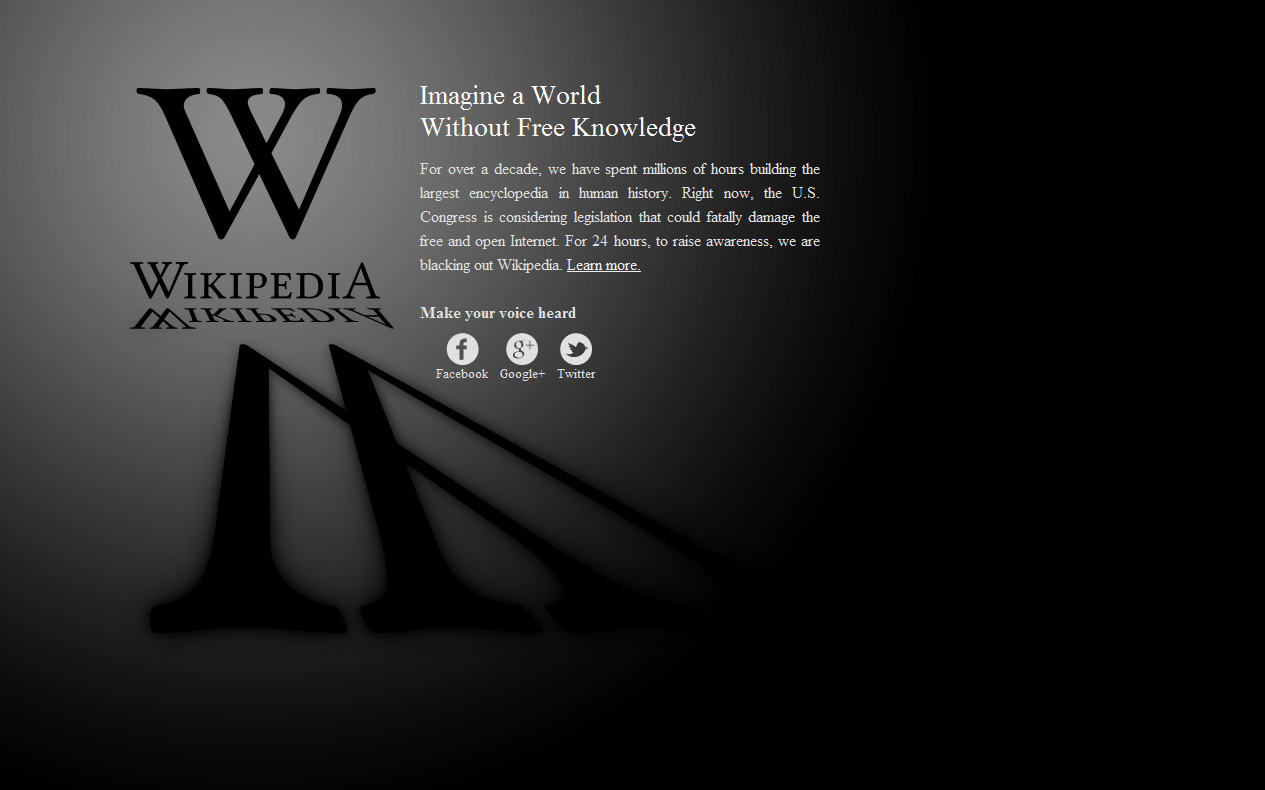
Wikipedia anglófona: blackout, em protesto contra o SOPA e o PIPA.

A comunidade da Wikipédia debateu a respeito de sua posição quanto ao SOPA e a versão anglófona protestou com um blackout, no dia 18 de janeiro de 2012.  A decisão foi tomada no dia 16 de janeiro de 2012 pela Wikimedia Foundation.
No mesmo dia, outros sites também protestaram de outras formas.
O Google alterou sua página inicial, cobrindo seu logotipo de preto. A empresa de jogos Mojang Specifications retirou seu site do ar e o substituiu por uma mensagem. A Wired colocou faixas pretas sobre os textos da página inicial, e o site Tumblr permitiu que os próprios usuários fechassem seus blogs durante o dia.
No Brasil, o site da Turma da Mônica  teve o conteúdo substituído por uma mensagem assinada por Maurício de Sousa. Também se manifestaram o Instituto de Defesa do Consumidor e o músico e ex-ministro da Cultura do Brasil, Gilberto Gil.

## Impactos sobre o software livre
A Electronic Frontier Foundation afirmou estar preocupada com as consequências do projeto de lei para os programas livres e de código aberto. Segundo a fundação, programas como Mozilla Firefox podem estar ameaçados por causa de extensões que têm o potencial de violar direitos autorais.

## Reações aos protestos

### Primeiros atos do governo americano

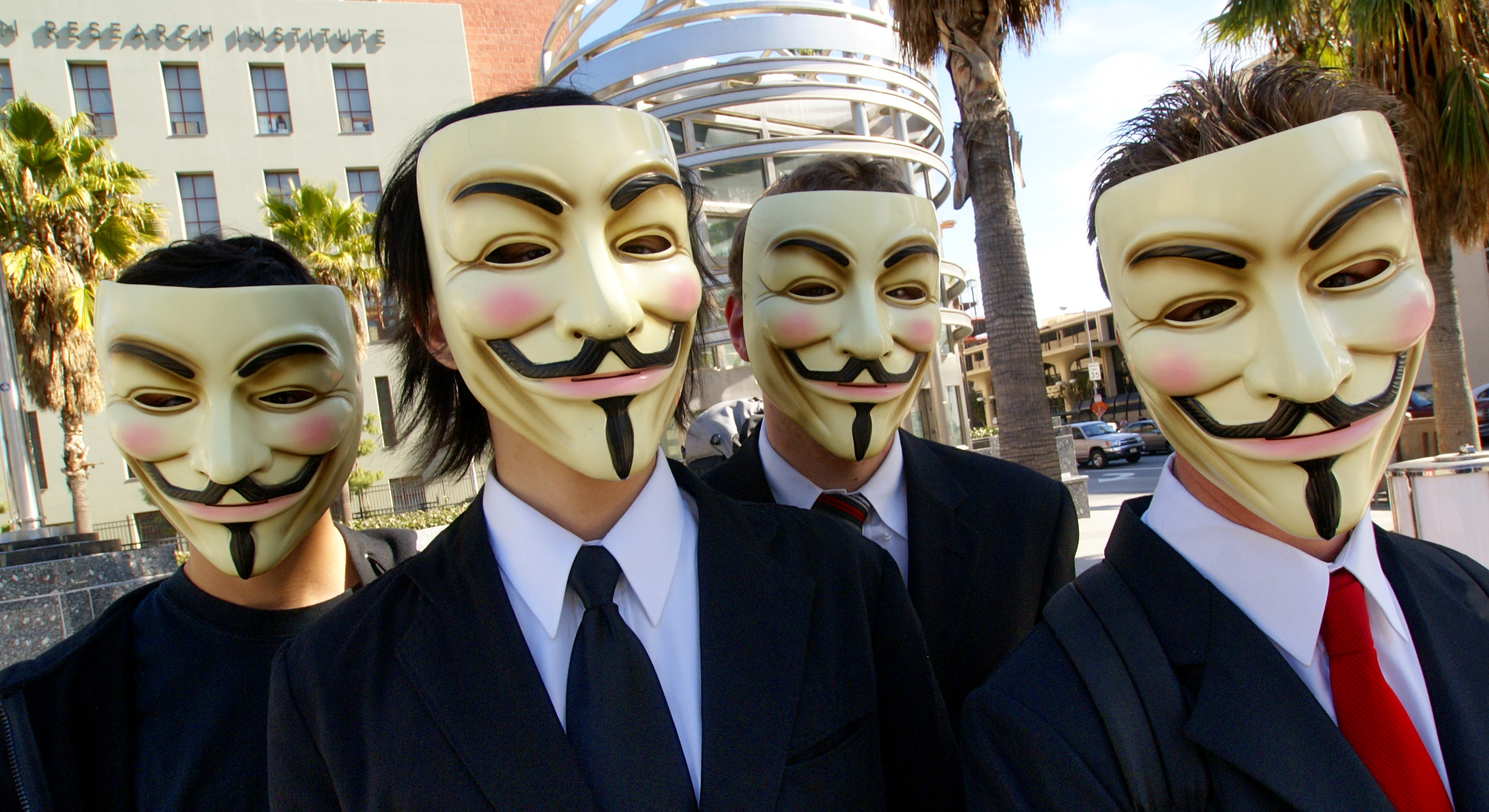
Ativistas do Anonymous utilizando máscaras de Guy Fawkes

Logo após o dia de protesto contra o SOPA que aconteceu em vários sites no dia 18 de janeiro de 2012, entre eles a Wikipédia, deixando-os indisponíveis, o governo americano iniciou a reação contra a pirataria na Internet fechando o site de compartilhamento de arquivos Megaupload. Segundo o júri estadunidense, o site, chamado por eles de "Mega Conspiracy" (Mega Conspiração), foi um dos principais responsáveis por mais de 500 milhões de dólares de prejuízo à indústria de entretenimento, ao facilitar o acesso aos filmes sem cumprir as regras dos direitos do autor vigentes no país. Eles também teriam movimentado 175 milhões de dólares em rendimentos criminosos. Outros 18 domínios que pertencem ao Megaupload receberam ordem para serem fechados pelo governo americano. O FBI prendeu o dono do site, Kim Dotcom, às vezes chamado de Kim Schmitz. Os EUA afirmaram que as violações aos direitos de autor eram "demasiadamente exageradas". O site foi fechado momentos após esse anúncio. Logo após a ação americana, o grupo ativista Anonymous, em retaliação à derrubada do Megaupload, anunciaram em sua página oficial que realizariam ataques a sites de empresas que apoiam o SOPA e do governo federal dos EUA. O grupo afirmou estar lutando pela "liberdade na Internet" e tirou do ar os sites do Departamento de Justiça dos Estados Unidos, da Universal Music, empresa que apoia abertamente o SOPA, e da Associação da Indústria Fonográfica dos EUA. O assunto tomou as redes sociais em poucos momentos. Os Anonymous afirmam que "99% da população" é contra o projeto.

### Polêmica

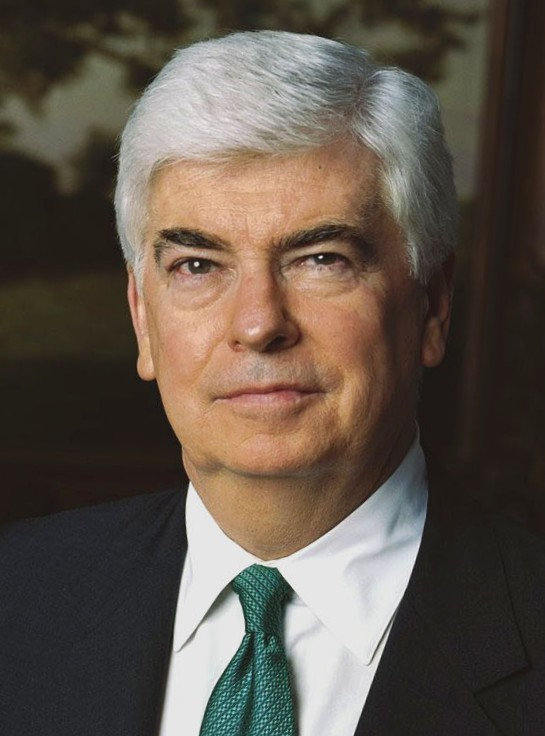
Christopher Dodd, lobista e ex-senador

Comentando os protestos ocorridos em 18 de janeiro de 2012, o presidente e chefe executivo da Motion Picture Association of America e ex-senador Christopher Dodd disse que foi uma resposta irresponsável e um desserviço para as pessoas que dependem dos serviços, além de um abuso de poder por parte dos sites. Rupert Murdoch, presidente da News Corporation, comentou através do Twitter que a blogosfera obteve sucesso em aterrorizar os congressistas, referindo-se aos senadores que retiraram o apoio após os protestos. A revista Forbes publicou uma matéria na qual Lamar Smith, autor do projeto, é chamado de hipócrita. Em seu site, ele utilizou uma imagem sem a correta atribuição e permissão do autor, o que o tornaria vítima da própria lei que está propondo caso fosse aprovada.
Após o arquivamento do projeto, Chris Dodd, diretor-chefe da Motion Picture Association of America (MPAA) deu uma declaração afirmando que a instituição poderia cortar as verbas de campanhas de candidatos do governo. Com isso, inúmeras petições foram feitas ao presidente Obama para que este dê explicações sobre a afirmação de Dodd.